# Flughafen Bursa-Yenişehir

i8
i11
i13
Der Flughafen Bursa-Yenişehir (türkisch Bursa Yenişehir Havalimanı, IATA-Code: YEI, ICAO-Code: LTBR) ist ein türkischer Flughafen der Stadt Bursa bei Yenişehir. Er wird durch die staatliche DHMI betrieben. Er bedient die etwa 45 Kilometer entfernt liegende Stadt Bursa, der Flughafen selbst liegt in Yenişehir, Yenişehir bedeutet so viel wie Neue Stadt.

## Flughafengelände
Der Flughafen wurde 2000 dem Betrieb übergeben und wird gemischt zivil und militärisch genutzt. Er verfügt über einen mit VIP-Lounge, Restaurants und Medizinstation ausgestatteten Terminal mit einer Kapazität von 1.500.000 Passagieren im Jahr und zwei befestigte Start- und Landebahnen, von der die eine jedoch nur als Taxiway dient. Die Start- und Landebahn ist mit einem Instrumentenfluglandesystem (ILS) ausgestattet. Das zentrale Vorfeld kann sieben Verkehrsflugzeuge aufnehmen. Zudem finden sich ein Gebäude für die Frachtabfertigung sowie zahlreiche Militäranlagen wie zum Beispiel Hangars. Der Flughafen ist mit dem Taxi, Privatwagen oder Flughafenbus zu erreichen. Vor dem Terminal gibt es einen Parkplatz für 160 Autos.

## Fluggesellschaften und Ziele
Vom Flughafen werden im Passagierdienst nur Inlandziele angeflogen; gelegentlich werden Frachtflüge ins Ausland durchgeführt. Mittlerweile fliegt SunExpress von Bursa nach Stuttgart und Düsseldorf.